# Кана (худат)
Кана (д/н — 630-е) — первый известный худат (владыка) Бухарского государства тюркского происхождения.

## Жизнеописание
Происхождение его дискуссионно. Наиболее верна версия, согласно которой его звали Кана-шад и он был сыном или внуком Янг-Соух-тегин, обладателя Пайкендского удела, охватывавшего Бухарский оазис. Преемники последнего последовательно владели Пайкендом и Бухарой. Последний, Хэшано-каган, в 604 году стал правителем Западнотюркского каганата, поэтому по традиции передал удел родственнику, которым наверняка был Кана.
Именно он вероятно перенёс резиденцию из Пайкенда в Бухару. Подчинялся ябгу-тардашу (младшему хану) в Шиго. Предполагают, что при кагане Тун-Ябгу владения Кана были ограничены.
Также известен тем, что первым стал чеканить свою серебряную монету по сасанидскому образцу. Это произошло вероятно после 628 года, когда начинается постепенный упадок Западнотюркского каганата, что позволило Кана-шаду стать фактически независимым. Ему наследовал родственник Мах.